# Thaikkad
Thaikkad è una suddivisione dell'India, classificata come census town, di 7.749 abitanti, situata nel distretto di Thrissur, nello stato federato del Kerala. In base al numero di abitanti la città rientra nella classe V (da 5.000 a 9.999 persone).

## Geografia fisica
La città è situata a 10° 36' 02 N e 76° 03' 59 E.

## Società

### Evoluzione demografica
Al censimento del 2001 la popolazione di Thaikkad assommava a 7.749 persone, delle quali 3.629 maschi e 4.120 femmine. I bambini di età inferiore o uguale ai sei anni assommavano a 792, dei quali 421 maschi e 371 femmine. Infine, coloro che erano in grado di saper almeno leggere e scrivere erano 6.665, dei quali 3.128 maschi e 3.537 femmine.